# بچه‌ها بهترین چیزها را می‌گویند
بچه‌ها بهترین چیزها را می‌گویند (انگلیسی: Kids Say the Darndest Things) یک برنامه کمدی آمریکایی است که از ۹ ژانویه ۱۹۹۸ تا ۲۳ ژوئن ۲۰۰۰ توسط بیل کازبی از سی‌بی‌اس میزبانی می‌شد. بعداً از ۶ اکتبر ۲۰۱۹ تا ۱۹ ژانویه ۲۰۲۰ این برنامه توسط تیفانی هدیش از شرکت پخش رسانه‌ای آمریکا دوباره پخش می‌شد.